# 임정법통론
임정법통론(臨政法統論)이란 대한민국 임시정부(이하 임정)가 그 자체로 한민족 전체에 대한 대표성을 가진 정통성 있는 정부였으며 그 정통성이 현재의 대한민국으로 계승된다는 주장이다. 현재 대한민국 제6공화국의 헌법은 전문에서 임정법통론을 긍정하고 있다.
임정법통론을 가장 먼저 주장한 것은 한성정부 수반을 지냈던 이승만이다. 이승만은 1919년 3·1 운동으로 세워진 한성정부가 최초의 "대한민국"이며, 그것이 중국 소재 임정으로 이어졌다고 주장했다. 김구를 비롯한 임시정부 우파(임정고수파)는 임정법통론을 처음부터 끝까지 고수하면서 국민대표회의, 민족유일당 운동 등 모든 사안에서 임정 우선주의를 내세웠다. 한국민주당도 임정법통론인 임정봉대론(臨政奉戴論)을 내세우면서, 당시 난립해있던 여러 정치단체들이 서로 사상이 다르겠지만 우선은 법통을 가진 임시정부를 중심으로 단결하여 국제사회에서 독립국가로 승인받아 민족의 독립을 완성해야 한다는 입장을 보였다. 임정고수파는 해방정국에서 비타협적인 임정법통론을 유지함으로써 좌익세력과의 연대 가능성을 스스로 차단했다. 초대 대통령이 된 이승만은 한성정부 → 임정 → 대한민국 제1공화국으로 이어지는 법통을 내세웠다. 하지만 김구는 임정고수파 요인들이 제1공화국 내각에 참여하지 못했다는 점에서 이 법통을 인정하지 않았고 최후에 이승만과 틀어졌다. 임정법통론은 이렇게 해방정국에서 반공극우의 건국논리로 고안되고 이용되었다.
좌익 세력은 임정을 통일되지 못한 여러 한국 독립운동 단체들 중 하나에 지나지 않는 것으로 간주하고 임정법통론을 인정하지 않았다. 국내파였던 허헌과 여운형, 박헌영은 물론이고, 중국에서 임정에 참여했던 김원봉마저 김구의 임정 패권주의에 반대하여 임정은 해산되어야 한다고 주장했다.

## 같이 보기
- 대한민국 임시정부
- 대한민국의 보수주의

1. ↑  "우리는 우리 민족의 완전한 자주독립국가 수립을 기(期)합니다. 전 민족이 일치단결하여 임시정부를 절대 지지함으로써 완전한 독립국가로 승인을 받지 않으면 아니되겠습니다. 물론 사상이 다르고 정책이 다른점도 있겠지만 현 단계에 있어서 3천만 민중의 신성한 임무는 무엇보다도 민족의 독립을 완성함에 있다는 것을 자각하여 사상의 정사(正邪)를 운위(云謂)하고 정책의 시비를 논할 때가 아니라는 것을 알지 않으면 안될 것입니다. 지엽적 문제로 민족의 대도(大道)를 그릇한다면 그 죄과는 용허(容許)할 수 없는 것입니다."- 한국민주당 수석총무(당대표) 송진우